# روبرتو لوبيز ناسيمنتو
روبرتو لوبيز ناسيمنتو (16 أغسطس 1983 في البرازيل - ) هو لاعب كرة قدم برازيلي في مركز الوسط. لعب مع نادي الشارقة ونادي سيارا ونادي فاسكو دا غاما ونادي فورتاليزا ونادي فيتوريا ونادي سي آر بي وDuque de Caxias Futebol Clube ‏ وCampinense Clube ‏ ونادي مادوريرا ونادي لوندرينا وبوافيستا سبورت ‏ ونادي ناوتيكو ونادي نوفو هامبورغو.

## وصلات خارجية
- روبرتو لوبيز ناسيمنتو على موقع قاعدة بيانات كرة القدم.إي يو (الإنجليزية)